# 毛蓝雪花
毛蓝雪花（学名：Ceratostigma griffithii）为白花丹科蓝雪花属下的一个种。

## 扩展阅读
維基物種上的相關：毛蓝雪花